# デイヴィッド・シェイファー
デイヴィッド・シェイファー（David Shaffer、1953年9月10日 - ）は、アメリカ合衆国の作曲家。おもに吹奏楽オリジナル曲と弦楽合奏曲を作曲している。

## 来歴
オハイオ州コロンバスで生まれ、同州グローブシティ高校を卒業。オハイオ州立大学で学士号、マイアミ大学で音楽修士号を取得している。
後にマイアミ大学に赴任し、マイアミ大学マーチングバンドに31年間、大学院助長(1978-80)、アシスタントディレクター(1980-97)、ディレクター(1997年まで)を歴任した。
マイアミ大学マーチングバンドとの関わりに加えて、250曲以上の作曲とアレンジメントを発表しており、作曲は世界中のクリニックや音楽祭で使用され、米国、カナダ、ヨーロッパ、オーストラリア、アジアのコンテストにおける必須演目リストに載せられている。
また、18年間、ASCAP音楽楽曲賞を受賞している。
現在はオハイオ州のハミルトン、ノースリッジ、ワイオミング州の学校で教えている。

## 作品の特徴
- 元々は現代的な雰囲気の作曲を得意としており、「ノースリッジ」「序奏と祝典」で表現されているが、「ブラヴァダ・エスプリ」以降は起承転結のはっきりした親しみやすい内容へと変化していっている。
- 木管楽器には透明感を、金管楽器は高音の華やかさと中低音の重厚さに重きを置いた作品が多い。
- 彼の作るメロディーラインは独特の節回しがあり、若干取っ付きにくさも感じられるが変化に富んでおり、聴き込んでいくと親しみを感じる。
- 聴き映えを重視した「溜め」と「こぶし」を随所に散りばめており、感情に訴える作品もある。
- 打楽器群、特にティンパニやシロフォン、チャイムを効果的に扱い臨場感の高いドラマチックな演出も得意とする。
- 初級者向けの作品には、平易な技術で中級者並みの聴き映えがする秀作が多い。

## 作品（アルファベット順）
- A Crazy Mixed-Up Christmas Concert（クレイジー・ミックスアップ・クリスマス・コンサート）
- An Almigty Fortless（全能の神の砦）
- Andromeda（アンドロメダ）
- Arabesque（アラベスク）
- Avantia, Overture for Band（序曲アヴァンティア）
- Blazing Fury March（ ブレイジング・フューリー・マーチ）
- Bravada Esprit（ブラヴァダ・エスプリ）
- Bugs（虫たち）
- Ceremony, Chant & Ritual（式典、聖歌と礼拝）
- Chant and Tribal Dance（聖歌と部族の踊り）
- Christmas Feast（聖夜の宴）
- Cool Cat Shuffle（クール・キャット・シャッフル）
- Costa del Sol（コスタ・デル・ソル）
- Crown Century, A Prelude for Concert Band（クラウンセンチュリー）
- Dance of the Slippery Slide Trombones（スリッピー・スライド・トロンボーンの踊り）
- Dances fantastique（ダンス・ファンタスティック）
- Dedicata（デディカータ）
- Dominion of The Sky（天空の支配）
- Drivin' That Drummin' Machine（ドライヴィン・ザット・ドラミン・マシン）
- El Cabara（エル・カバラ）
- Eureka!（ユリーカ！）
- Fanfare and Festival Celebration（ファンファーレと祝日の式典）
- Flight of the Pegasus（ペガサスの飛翔）
- Freefall!（フリーフォール！）
- Hymn for A Festival（祝典のための賛歌）
- Introduction and Festiva（序奏と祝典）
- Jazzoo（ジャズー）
- Jingle Jazz（ジングル・ジャズ）
- Joyous Spirit（ジョイアス・スピリット）
- Journey into Diablo Canyon（魔の谷への冒険）
- King Cobra March（キング・コブラ・マーチ）
- La Brava（ラ・ブラーヴァ）
- Last Ride of the Pony Express（ポニー・エクスプレス最後の乗車）
- Legend of The Sword（剣の伝説）
- Madcap Mallet Mania（マドキャップ・マレット・マニア）
- Now the Winter's come to Stay（今、冬は来ぬ）
- North Ridge, Overture for Band(序曲 ノースリッジ)
- On the Edge of the Sword（剣の刃の上に）
- Pageant of Light（光のページェント）
- Parade of the Bumbling Wooden Soldiers（どじな木の兵隊のパレード）
- Regatta for Winds（レガッタ・フォー・ウインズ）
- Renegade Dances（背教者の踊り）
- Princeton Variation（プリンストン変奏曲）
- Santa's Big Adventure（サンタの大冒険）
- Seventh Day（セブンス・ディ）
- SOARING!（飛翔！）
- Song of the Telegraph（ソング・オブ・ザ・テレグラフ）
- Spania（スペイン）
- Sphere of Fire（スフィア・オブ・ファイア）
- Stargazer（天文学者）
- Suncoast Carnival（サンコースト・カーニヴァル）
- Tempest Rising（嵐の到来）
- The Last to Defend（最後の防衛）
- The Quest（クエスト）
- Viva Noel（クリスマス万歳）
- When Angels Weep（天使の嘆き）
- Whispers of the Wind（風のささやき）
- Whitewater Festival（ホワイトウォーター・フェスティヴァル）
- Windward Passage（ウィンドワード海峡）